# Мустафа Саліфу
Мустафа Саліфу (фр. Moustapha Salifou; 1 червня 1983, Ломе) — тоголезький футболіст, атакувальний півзахисник клубу «Саарбрюкен» і національної збірної Того.